# بسام داود
بسام داوود (15 سبتمبر 1976) ممثل سوري. 

## عن حياته
حكواتي، ممثل، ومخرج مسرحي واذاعي. حاصل على إجازة في التمثيل من المعهد العالي للفنون المسرحية من دمشق عام 2001، مؤسس ومدير فرقة خطى ورك شوب وتجمع تياترو المسرحي، شارك في العديد من المسرحيات والمسلسلات السورية ودوبلاج المسلسلات التركية، عضو مؤسس براديو سوريالي، ويقدم برنامج حكواتي سوريالي منذ العام 2012، الذي يوثق فيه القصص الإنسانية السورية، عضو مشارك في موقع قصتنا الذي ينشر قصص يكتبها السوريين ويشرف على الورشات التدريبية لكتابة القصة مع اليافعين،عمل كمدرب مسرح تفاعلي مع الأطفال ضمن مشروع روافد، بدأ منذ عام 2012 بجمع وتوثيق القصص السورية الانسانية الشخصية التي يغفل الاعلام عنها، ليقدمها على راديو سوريالي ضمن برنامج / حكواتي سوريالي / بشخصية الحكواتي أبو فاكر، شارك بعدة مهرجانات وأمسيات قصصية في أوربا، نظم عدة ورشات عمل مسرحية مع اطفال وشباب في المانيا ضمن مشروع Vivace.
أسس مشروع بيت الحكايا السورية، بالشراكة مع عازف التشيللو العالم اثيل حمدان، ليكون مساحة لمشاركة القصص السورية مع الجمهور بألمانيا والعالم، عضو بالفريق التأسيسي لراديو سوريالي ، ومشرف قسم الدراما والتدريب في الراديو، عضو مؤسس لمؤسسة نورس الثقافية، المختصة بدعم الفنانين المهاجرين في المانيا

## من أعماله

### الراديو
- برنامج حكواتي سوريالي /كتابة وتقديم واخراج /
- برنامج ميسكونسيبشن / تقديم /
- برنامج سوريين لبعض / تقديم /
- مسلسل بتوقيت سوريا، جزئين/ مشاركة بالكتابة، إخراج درامي، تمثيل /
- مسلسل كليلة ودمنة / فكرة، مشاركة بالكتابة، تمثيل /
- برنامج جوز كلام / تمثيل /
- مسلسل على برّ الشام / اخراج,تمثيل/
- مسلسل حنان /اخراج,تمثيل/
- مسلسل المخيم /اخراج,تمثيل/

### المسلسلات
- التغريبة الفلسطينية
- ذكريات الزمن القادم
- الحور العين
- ربيع قرطبة
- صلاح الدين الأيوبي
- سقف العالم
- صقر قريش
- فارس بني مروان
- رايات الحق
- صدق وعده
- قمر بني هاشم
- شركاء يتقاسمون الخراب

### في المسرح
- هجرة أنتيجون / ممثل ومساعد مخرج /
- كلاسيك / ممثل ومساعد مخرج /
- الأشباح / ممثل ومساعد مخرج /
- شوكولا / مخرج مساعد/
- تيامو / مخرج مساعد /
- ايدكون بايدنا / تاليف واخراج /
- موت عابر
- عمر بن عبد العزيز
- موقف شخصي / إخراج /
- شجرة ليرا
- كراكوز قبطاناً
- من هناك إلى هنا
- عندما تبكي فرح
- تعا ولاتجي
- الحاجز
- وليمة عيد
- سوء فهم

### الدوبلاج
- سنوات الغضب
- وادي الذئاب
- آه ياقلبي

### سباعية
- تحت سماء الوطن

### السينما
- تحت السقف
- المحطة القادمة.[2]
- بكرا لوين /اخراح/

## روابط خارجية
- بسام داود على موقع قاعدة بيانات الأفلام العربية